# Contea di Jefferson (Indiana)
La contea di Jefferson (in inglese Jefferson County) è una contea dello Stato dell'Indiana, negli Stati Uniti. La popolazione al censimento del 2000 era di 31 705 abitanti. Il capoluogo di contea è Madison.